# Andrea Prader
Andrea Prader (ur. 23 grudnia 1919 w Samedan, zm. 3 czerwca 2001 w Zurychu) – szwajcarski pediatra i endokrynolog.
Andrea Prader uczęszczał do szkoły podstawowej i gimnazjum w Zurychu, w Zurychu podjął także studia medyczne. Ukończył je w 1944, a w 1947 rozpoczął staż w Szpitalu Dziecięcym w Zurychu. Specjalizację z pediatrii uzyskał w 1950, a następnie specjalizował się dalej w Bellevue Hospital w Nowym Jorku. Habilitację uzyskał w 1957 i w 1962 został mianowany profesorem i szefem Wydziału Pediatrii Uniwersytetu w Zurychu, a także dyrektorem szpitala. Zastąpił na tym stanowisku Guido Fanconiego (1892-1979) i piastował wymienione funkcje do 1986 roku.
Prader przeprowadził pionierskie badania nad prawidłowym wzrostem i rozwojem dzieci, zagadnienia badań które przeprowadzał obejmowały schorzenia metaboliczne i endokrynologiczne oraz patofizjologię hormonów płciowych, w tym stany zaburzenia determinacji płci i choroby spowodowane defektami biosyntezy hormonów steroidowych. Opisał zespół nazwany później zespołem Pradera-Williego (albo Pradera-Williego-Labharta), hiperplazję rdzenia nadnerczy, wrodzoną nietolerancję fruktozy i rzekomą awitaminozę D. W 1966 opisał wymyślony przez siebie przyrząd służący do pomiaru objętości jąder, określanym jako orchidometr lub orchidometr Pradera.
Andrea Prader zdobył międzynarodową sławę w środowisku pediatrów i przewodniczył wielu instytucjom akademickim. W 1962 i 1971 (razem z J. M. Frances) był prezydentem Europejskiego Towarzystwa Endokrynologii Pediatrycznej. Od 1972 do 1974 przewodniczył Schweizerische Gesellschaft für Pädiatrie, którego to towarzystwa był honorowym członkiem.